# Joseph Teulère
Joseph Teulère est un ingénieur français, né à Montagnac-sur-Auvignon le 4 août 1750, mort à Bordeaux le 29 décembre 1824 .

## Biographie
Son père était architecte à Agen, mais la maladie va l'emporter alors que Joseph Teulère n'a encore que dix ans. La famille étant alors sans revenus, il commence à travailler dès quinze ans comme compagnon tailleur de pierres à Agen, puis à Nérac. Il quitte Agen à dix-neuf ans pour Nîmes. On le retrouve à Uzès où l'architecte le charge de la direction des travaux de consolidation des murs de la cathédrale. C'est à Uzès qu'il a appris le dessin et l'architecture.
Il rencontre Émiland Gauthey en 1773 qui lui demande de construire le château de Chaigny. Au contact des plans, il se rend compte qu'il lui est nécessaire de se perfectionner en algèbre, géométrie et mécanique. Il se rend alors à Paris pour suivre les cours publics de l'Académie et prend un maître pendant deux années pour le former en mathématique et architecture.

### Le phare de Cordouan
En 1776, il se présente à des examens auxquels il est reçu et peut alors entrer au service de la marine. il est nommé à Bordeaux comme architecte faisant fonction d'ingénieur des bâtiments civils. Il va d'abord être chargé de réparer le mur d’enceinte de la tour de Cordouan. Ce travail va l'occuper deux ans pendant lesquels il en profite pour comprendre le phénomène des vagues afin d'en prévenir les ravages. On venait de changer le feu à charbon dont on se servait depuis 1727 pour des feux à réverbère. Mais les marins se plaignaient de ne plus voir d'aussi loin les nouveaux feux. Il est chargé de vérifier la véracité de ces plaintes. Il constate que les feux ne fonctionnaient plus correctement à cause de vices sur les réflecteurs à la Saugrain. Il fallait exhausser la tour et mettre des réflecteurs paraboliques pour augmenter leur luminosité. Il envoie un mémoire au secrétaire d'État chargé de la marine le 26 juin 1783. Il invente de nouveaux réflecteurs qui ont été ensuite perfectionnés par Augustin Fresnel,.  
Le chevalier Jean-Charles de Borda a proposé d'exhausser le phare de 10 m. Il démontra en 1786, qu'il fallait le rehausser de 20 mètres et que le phare pouvait supporter le poids supplémentaire. Le projet approuvé, il a commencé les travaux le 29 avril 1788 et les a terminé en 1789. Il a conservé le rez-de-chaussée et les deux premiers étages jusqu’à la chapelle, puis édifié une tour de quatre niveaux terminée par une lanterne équipée des réflecteurs de son invention sur un support tournant. La dépense s'est élevée à 163 238 francs. Des sondages lui ont permis de s'apercevoir que la partie inférieure de la tour était antérieure aux travaux de Louis de Foix.

### Directeur des travaux maritimes pour les ports de l'ouest, arrondissement de Rochefort
En 1787, il est nommé sous-ingénieur des ouvrages et bâtiments des ports et arsenaux de la marine. En 1792, il est nommé sous-chef d'administration de la marine pour les bâtiments civils. À cette fonction il va être chargé de la construction navale du cuter le Dragon, des frégates l'Harmonie et la Volontaire mais il n'avait jamais travaillé sur ce type de projets.
En même temps, il reprit les travaux hydrographiques commencés par Karney pour établir une carte hydrographique de l’estuaire de la Gironde qu'il a soumise aux jugements des pilotes de Royan qui l'approuvèrent. Elle a alors été envoyée à Paris, au ministère qui l'a faite graver.
En 1793 il est nommé à Rochefort pour remplacer l'ingénieur en chef. Pendant trois années il va étudier le site pour faire un projet d'assainissement, mais des jalousies vont en entraver la réalisation.
Les ingénieurs des bâtiments civils de la marine sont réunis aux ingénieurs en chef des ponts et chaussées. Il a continué à être responsable des bâtiments de Rochefort.
En 1799, un décret a créé quatre postes de directeurs des travaux maritimes pour toutes les côtes de France. Il est nommé pour les ports de l'ouest, arrondissement de Rochefort. Puis, pour des raisons inconnues il a cessé de paraître dans les rôles de la marine avec le titre de directeur. Les fièvres des marais de Rochefort lui avaient fait perdre plusieurs de ses enfants et menaçaient la santé de son épouse. Il demanda à quitter Rochefort.

### Ingénieur en chef des ponts et chaussées à Nice
Il est nommé ingénieur en chef des ponts et chaussées à Nice où il est resté en poste de 1804 à 1812, année de sa retraite.
Sa première opération pour contrôler les flots du Paillon n'a pas été un succès. Par contre, il a réussi à remettre le Var dans son lit naturel. De cette expérience, à partir d'observations et de calculs, il a tiré une théorie générale sur les moyens de remédier aux désastres causés par les torrents et les rivières.